# アレクサンドロス1世バラス
アレクサンドロス1世バラス（古代ギリシャ語: Αλέξανδρος Α΄ Βάλας, ラテン文字転写: Aléxandros I Bálas, ? - 紀元前145年8月）は、セレウコス朝シリアの第11代王（在位：紀元前150年 - 紀元前145年）。

## 生涯
スミュルナ（現在のイズミル）の出身で、アンティオコス4世の子を称した。紀元前152年、アンティオコス4世の財務長官であったヘラクレイデスによってデメトリオス1世に対する反乱の頭目として擁立され、キリキアで傭兵を率いて挙兵した。アレクサンドロスはローマ元老院とプトレマイオス朝エジプトの王プトレマイオス6世の支持を受けて、プトレマイオス6世の娘クレオパトラ・テアを娶った。
内戦に勝利したアレクサンドロスはデメトリオス1世とその妃ラオディケ、長男のアンティゴノスを殺害して即位した。即位後程なくしてプトレマイオス6世と対立してエジプトとの関係が悪化し、クレオパトラ・テアと離縁した。アンティゴノスの弟デメトリオスがクレタ島からの傭兵を率いて決起すると、プトレマイオス6世はデメトリオスを支持した。
アレクサンドロス1世はアンティオキア近郊のオイノパラス川の戦いでデメトリオスに敗北した。子のアンティオコスをアラビア半島の国家ザブディエル・ディオクレスに送っていたアレクサンドロス1世はアラビアを目指して逃亡したが、途中で暗殺され、その首級はデメトリオスの元に送られた。
紀元1747年、ジョージ・フレデリック・ハンデルはアレクサンドロス1世の生涯を元に、オラトリオ『アレグザンダー・バルス』を作曲した。

## 参考書籍
- George Long, ed (1833). The Penny Cyclopaedia of the Society for the Diffussion of Useful Knowledge. 1. Charles Knight
- Richard R. Losch (2008-5-13). All the People in the Bible: An A-Z Guide to the Saints, Scoundrels, and Other Characters in Scripture. Wm. B. Eerdmans Publishing. ISBN 978-0802824547
- M. Rahim Shayegan (2011-9-15). Arsacids and Sasanians: Political Ideology in Post-Hellenistic and Late Antique Persia. Cambridge University Press. ISBN 978-0521766418